# Monte Menalo
Il Monte Menalo (Mons Maenalus in latino) è una costellazione introdotta da Johannes Hevelius nel suo atlante celeste del 1687, dove raffigurò Boote in piedi su di esso. Venne raffigurato in molte altre carte, sempre come parte di Boote, e non divenne mai una costellazione indipendente.

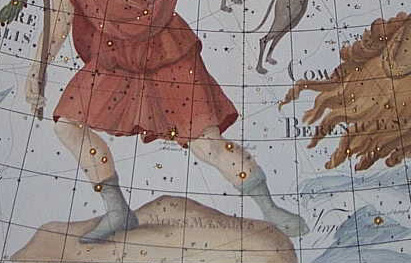
Il Monte Menalo dalla Uranographia di Johann Bode

Il Menalo è una montagna dell'Arcadia, una regione del Peloponneso centrale, che prende il nome da un personaggio della mitologia greca. Secondo alcuni mitologi Menalo era il figlio primogenito di Licaone, re d'Arcadia; era quindi fratello di Callisto e zio di suo figlio Arcade, raffigurato nella costellazione di Boote. Altri, invece, ritengono che fosse figlio di Arcade e quindi nipote di Callisto. Qualunque sia la versione, Menalo dette il proprio nome sia ad un monte dell'Arcadia che alla città da lui fondata, Maenalon (l'odierna Mainalos).
Il Monte Menalo era sacro al dio Pan, il quale lo frequentava spesso. Ovidio, nelle sue Metamorfosi, dice che era pieno di bestie selvatiche ed era una delle zone di caccia preferite di Diana e del suo seguito, Callisto compresa. Secondo Ovidio Menalo era nipote di Callisto e non dette il proprio nome al monte, che già si chiamava così. 
Il Monte Menalo è citato in molte opere, tra cui una di Haward Philps Lovecraft intitolata "l'albero".